# Bodianus flavifrons
Bodianus flavifrons е вид бодлоперка от семейство Labridae. Видът не е застрашен от изчезване.

## Разпространение и местообитание
Разпространен е в Австралия, Нова Зеландия и Нова Каледония.
Среща се на дълбочина от 114 до 340 m.

## Описание
На дължина достигат до 42,2 cm.